# جوشوا هاريسون
جوشوا هاريسون (بالإنجليزية: Joshua Harrison)‏ هو دراج أسترالي، ولد في 15 يونيو 1995 في أديلايد في أستراليا.

## وصلات خارجية
- جوشوا هاريسون على موقع الاتحاد الدولي للدراجات (الإنجليزية)
- جوشوا هاريسون على موقع أرشيف الدراجات (الإنجليزية)
- جوشوا هاريسون على موقع إحصائيات الدراجات الإحترافية (الإنجليزية)
- جوشوا هاريسون على موقع نسبة الدراجات (الإنجليزية)